# Petropavlovsk-Kamtjatskij

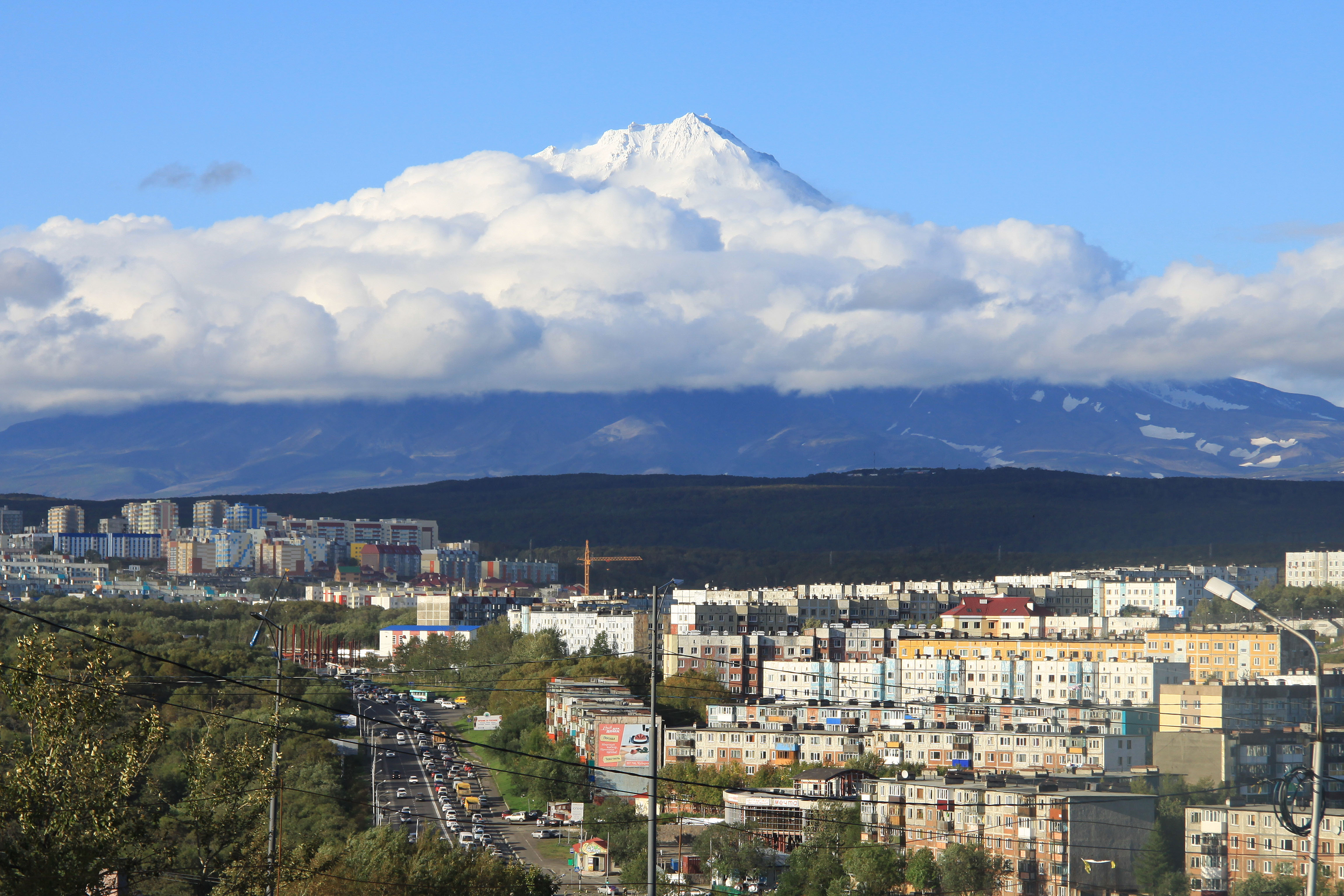
Vulkanen Korjakskaja Sopka är en av flera som omger staden.

Petropavlovsk-Kamtjatskij är administrativt centrum och största stad i Kamtjatka kraj på Kamtjatkahalvön i östra Ryssland. Staden har cirka 180 000 invånare. Den var fram till 1 juli 2007 administrativt centrum i Kamtjatka oblast. Staden är en av Rysslands äldsta i ryska fjärran östern, och grundades 1740 av den dansk-ryske upptäcktsresanden Vitus Bering då han lade grundstenen för hamnen, och döpte bosättningen till Petropavlovsk efter sina två skepp Sankt Peter och Sankt Paul. År 1924 döptes staden om till Petropavlovsk-Kamtjatskij av den nyutropade Sovjetunionen för att särskilja den från Petropavlovsk i Kazakstan.
Staden ligger vid Avatjabukten och är omgiven av vulkaner. Horisonten kan inte ses tydligt från någon punkt i staden, eftersom berg och vulkaner finns i alla riktningar. I Petropavlovsk finns varvsindustri samt akademiska institutioner för oceanografi och fiske. Tvärs över Avatjabukten ligger Rysslands största ubåtsbas, Rybatjij atomubåtsbas, vilken är en del av Stillahavsflottan.

## Turism
Turismen är en växande inkomstkälla för Petropavlovsk-Kamtjatskij. Helikopterresor till Kamtjatkas vulkaner och gejsrar samt fisketurer och vandringar till Kamtjatkas orörda natur har blivit mer och mer populärt. Det enda sättet att ta sig dit är genom flyg. Det är cirka 18 000 turister som besöker Kamtjatka varje år, av vilka 12 000 är utländska turister.